# Bruno Sancho
Bruno de Matos Sancho (* 13. Dezember 1985) ist ein portugiesischer Radrennfahrer.
Sancho gewann 2006 zwei Etappen bei der Volta ao Portugal do Futuro, einem Rennen des nationalen portugiesischen Radsportkalenders. In den Jahren von 2008 bis 2014 fuhr er für UCI Continental Teams. Neben weiteren Siegen bei nationalen Rennen gelang ihm 2011 auf der zweiten Etappe bei der Volta ao Alentejo sein erster Erfolg in einem Rennen des internationalen Kalenders.

## Erfolge
2011
- eine Etappe Volta ao Alentejo

## Teams
- 2008 Benfica
- 2009 Paredes Rota dos Móveis / LA Rota dos Móveis
- 2010 LA Rota dos Móveis
- 2011 LA-Antarte
- 2012 LA Aluminios-Antarte
- 2013 Banco BIC-Carmim
- 2014 Banco BIC-Carmim